# Google Trends
Google Trends este un serviciu web public al Google Inc., bazat pe motorul de căutare Google, care arată cât de des este căutat un anumit termen în cadrul mai multor țări și în mai multe limbi. Linia orizontală a graficului principal reprezintă perioada de timp (începând cu anul 2004), iar linia verticală arată cât de căutat este un anumit termen față de numărul total de căutări la nivel mondial. Sub graficul principal, popularitatea este împărțită pe țări, regiuni, orașe și limbi.

## Legături externe
- Site web oficial